# 索科利斯科耶 (下诺夫哥罗德州)
索科利斯科耶（羅馬化：Sokolʹskoye）是俄罗斯下诺夫哥罗德州的市级镇、索科利斯科耶区行政中心，地处下诺夫哥罗德州西北边境，位于伏尔加河上的高尔基水库沿岸，在州府下诺夫哥罗德西北方，西与伊万诺沃州隔河（水库）相望。
该地2021年人口有6,121人；2010年人口6,344；2002年人口6,683；1989年人口7,222。